# Самарське (Калінінградська область)
Самарське (рос. Самарское) — селище Краснознаменського району, Калінінградської області Росії. Входить до складу Краснознаменського міського округу.
Населення —  42 особи (2015 рік). 

## Населення
| 2002 | 2010 |
| ---- | ---- |
| 44   | ↘42  |